# Шаиби, Фарес
Фарес Шаиби (араб. فارس شعيبي‎; фр. Farès Chaïbi; 28 ноября 2002) — алжирский и французский футболист, полузащитник франкфуртского «Айнтрахта» и сборной Алжира.

## Клубная карьера
Уроженец Лиона, Шаиби тренировался в футбольной академии местного клуба «Олимпик Лион». В 2019 году присоединился к футбольной академии «Тулузы», а в феврале 2022 года подписал свой первый профессиональный контракт. 7 августа 2022 года дебютировал в основном составе «Тулузы» в матче французской Лиги 1 против «Ниццы». 17 сентября 2022 года забил свой первый гол за «Тулузу» в матче против «Лилля».

## Карьера в сборной
23 марта 2023 года дебютировал за сборную Алжира в матче отборочного турнира к Кубку африканских наций против сборной Нигера.

## Достижения
«Тулуза»
- Обладатель Кубка Франции: 2022/23